# Neoparadoxia
Neoparadoxia è un genere di mammiferi marini estinti, appartenenti ai desmostili. Visse tra il Miocene medio e il Miocene superiore (circa 13 - 8 milioni di anni fa) e i suoi resti fossili sono stati ritrovati in Nordamerica.

## Descrizione
Questo animale era di grosse dimensioni; si pensa che la specie Neoparadoxia cecilialina potesse superare i 2,7 metri di lunghezza. Il corpo era massiccio, con corte zampe pesanti e grandi ossa pelviche fortemente inclinate. Il cranio era caratterizzato da incisivi che si protendevano in avanti, da grandi narici e da occhi posti in posizione elevata. I denti posteriori, come in tutti i desmostili, erano simili a un gruppo di tozze colonne cave schiacciate l'una contro l'altra. In generale, Neoparadoxia doveva assomigliare vagamente a un ippopotamo. Rispetto ad altri animali molto simili quali Archaeoparadoxia e Paleoparadoxia, Neoparadoxia possedeva una cavità orale più grande, mentre il muso e la mandibola erano più ritorti ventralmente; in questo modo la sinfisi mandibolare, i canini e gli incisivi inferiori erano orientati quasi orizzontalmente.

## Classificazione
Neoparadoxia è un tipico rappresentante dei desmostili, un gruppo enigmatico di mammiferi acquatici dall'incerta collocazione sistematica. In ogni caso, Neoparadoxia è considerato il più recente e più derivato tra i Paleoparadoxiidae, una famiglia di desmostili dalle fauci particolarmente ricurve ventralmente. 

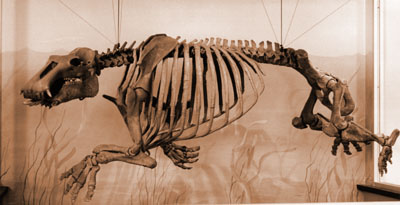
Scheletro di Neoparadoxia repenningi

Il genere Neoparadoxia è stato istituito nel 2013, per accogliere due specie: Neoparadoxia repenningi, descritta già nel 2007 come una nuova specie di Paleoparadoxia, e N. cecilialina. La prima è nota principalmente per uno scheletro piuttosto completo, noto come "Stanford skeleton", rinvenuta nei pressi dello Stanford Linear Accelerator Center nella contea di San Mateo in California, in terreni databili al Miocene medio. La specie N. cecilialina è nota invece per uno scheletro completo di un esemplare giovane, lungo circa 2,2 metri, ritrovato in terreni del Miocene superiore nella contea di Orange, sempre in California.

## Paleobiologia
Probabilmente Neoparadoxia, come i suoi simili, si spingeva in avanti nell'acqua usando prima l'una e poi l'altra zampa anteriore, in un modo simile a quello degli orsi polari, con i palmi che guardavano posteromedialmente quando tenuti sotto il corpo. Si suppone che il notevole incurvamento verso il basso del muso di Neoparadoxia fosse un adattamento per nutrirsi di vegetazione acquatica sul fondale del mare; lo stesso tipo di adattamento di riscontra nei sireni dugongidi.